# Sabri Yirmibeşoğlu
Sabri Yirmibeşoğlu (1928 – 2 de janeiro de 2016) foi um general turco. Ele foi um secretário geral do Conselho de Segurança Nacional de 1988 a 1990.